# 微缩印刷
微缩印刷，又稱微小字，是一种在纸币、银行支票以及其他有价印刷品和證件上广泛使用的防伪技术。在纸币或者其他一些印刷品上的不起眼的地方，通常都会使用缩微印刷技术——一些文字使用极小的字号来印刷，以致于肉眼很难辨认。比如在2004年版20美元纸币上，微缩印刷技术用在了纸币正面左下角，同时以“Twenty USA”组成的背景中也使用了这一技术。有时设计者并不有意地把微缩文字隐藏起来，甚至有可能直接用文字警示造假者印刷品上有微缩文字，不要试图伪造。在美国的大多数支票上，支票持有人签名地方的横线就由微缩文字印制而成，微缩印刷线通常都包含有用微缩印刷技术印制的字符。微缩印刷字符中有时可能包含易被忽视的拼写错误，比如旧版的芬兰护照中，反复出现的微缩文字"Suomi Finland"被错误的拼写成了"Soumi Finland"。

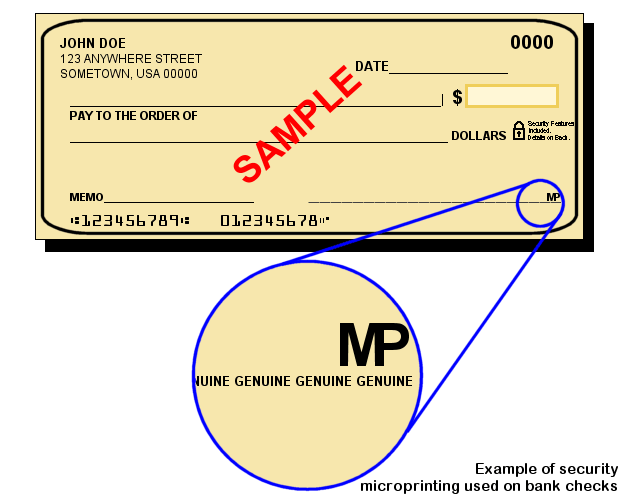
银行支票上的微缩印刷

微缩防伪印刷使用的实例之一就是银行支票。微缩印刷技术的使用对印刷机的要求很高，因为如此之小的文字很难被准确印刷。当伪造者试图使用复印机或者电脑扫描仪复制这些文字时，微缩文字会以虚线或实线的形式出现在复制品上。同样，尝试用印刷机伪造也不能准确地制作出微缩字符，因为文字太小，以至于难以制版进行批量印刷。因此，一旦纸币或者其他防伪印刷品上正确地使用了微缩印刷，那么就有理由认为这些纸币或印刷品是真品。